# Johannes Matthias Sperger
Johannes Matthias Sperger, avstrijski kontrabasist in skladatelj, * 23. marec 1750, Feldsberg (danes Valtice) na Češkem, † 13. maj 1812, Schwerin.  
Domneva se, da je bil Sperger učenec dunajskega skladatelja Albrechtsbergerja. Nekaj let je preživel kot kontrabasist v orkestru bratislavskega (tedaj Pressburg ali Požun) nadškofa, deloval na Dunaju in v dvornih orkestrih ogrske gospode, nekaj časa pa naj bi delal tudi v Haydnovem orkestru na dvoru kneza Esterhazyja. Sicer pa obstajajo pisna dejstva, da se je nekaj časa na Dunaju preživljal kot prepisovalec not in potoval s trebuhom za kruhom od Prage do Parme in Trsta. Leta 1789 se je ustalil kot kontrabasist v dvornem orkestru mecklenburškega vojvode v Ludwigslustu; tam je ostal do smrti. Sperger je napisal vrsto virtuoznih koncertov za kontrabas, petdeset sinfonij (gre za predklasično, največ tristavčno sinfonio in ne za klasično obliko, ki sta jo razvila Mozart in Haydn) ter množico drugih komornih in nabožnih skladb.